# Asterropteryx striata
 Asterropteryx striata  es una especie de peces de la familia de los Gobiidae en el orden de los Perciformes.

## Morfología
Los machos pueden llegar a alcanzar los 2,3 cm de longitud total.

## Alimentación
Parece que se nutre de zooplancton.

## Hábitat
Es un pez de Mar y, de clima tropical y asociado a los arrecifes de coral que vive entre 6-30 m de profundidad.

## Distribución geográfica
Se encuentran en Indonesia, República de Palau, Papúa Nueva Guinea.

## Observaciones
Es inofensivo para los humanos.